# Торе Шестранд
Торе Інгвар Шестранд (швед. Thore Ingvar Sjöstrand; нар. 31 липня 1921 — пом. 26 січня 2011) — шведський легкоатлет, який спеціалізувався в стипль-чезі.

## Із життєпису
Олімпійський чемпіон-1948 з бігу на 3000 метрів з перешкодами.
Бронзовий призер чемпіонату Європи-1946 з бігу на 3000 метрів з перешкодами. На наступній континентальній першості у 1950 був лише восьмим у цій дисципліні.
Дворазовий чемпіон Швеції зі стипль-чезу (1947-1948). 
По завершенні спортивної кар'єри (1950) працював у роздрібній торгівлі.

## Основні міжнародні виступи
| Рік  | Змагання         | Місто  | Місце | Дисципліна |
| ---- | ---------------- | ------ | ----- | ---------- |
| 1946 | Чемпіонат Європи | Осло   | 3     | 3000 м з/п |
| 1948 | Олімпійські ігри | Лондон | 1     | 3000 м з/п |
| 1950 | Чемпіонат Європи | Берн   | 8     | 3000 м з/п |